# Kolej drezynowa

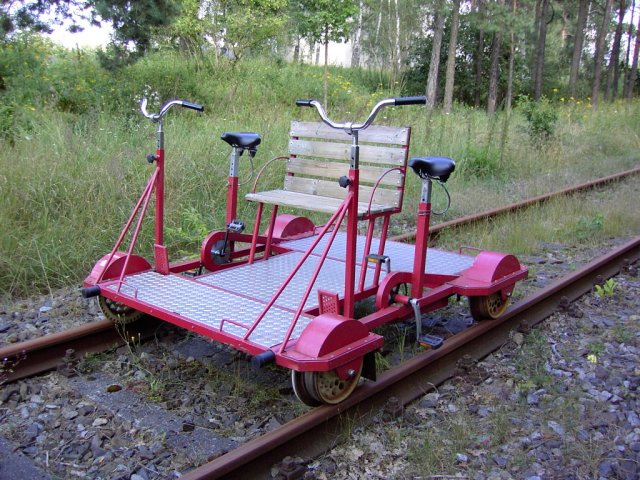
Drezyna rowerowa

Kolej drezynowa – linia kolejowa, na której prowadzony jest ruch przy pomocy drezyn, przeważnie na nieczynnych liniach kolejowych. Ruch prowadzony jest przez miłośników kolei pragnących propagować turystykę drezynową jako aktywny sposób na spędzanie wolnego czasu. W przypadku większości kolei drezynowych w Polsce istnieje możliwość wypożyczenia drezyny w celu przejażdżki.

## Przykładowe kluby

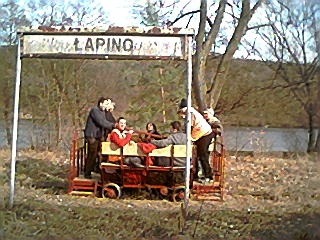
Drezyna ręczna Kolei Drezynowej KTK „Tendrzak” na stacji Łapino

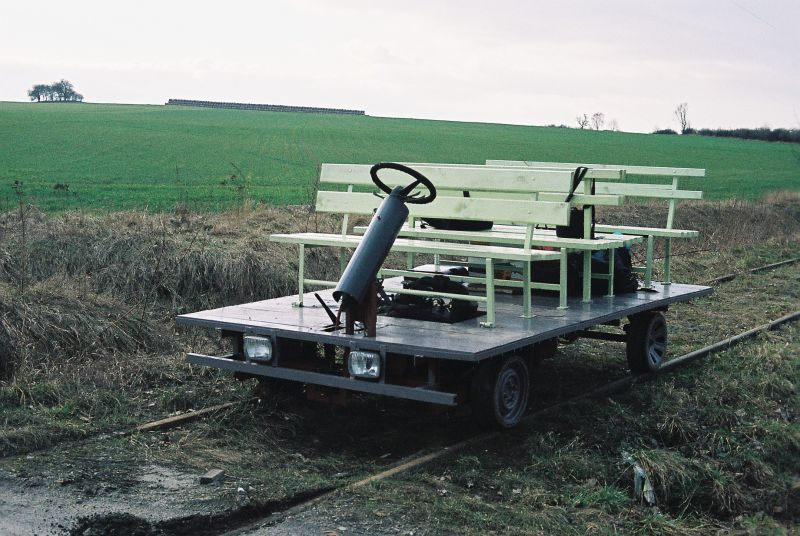
Drezyna motorowa Krzywińskiej Kolei Drezynowej

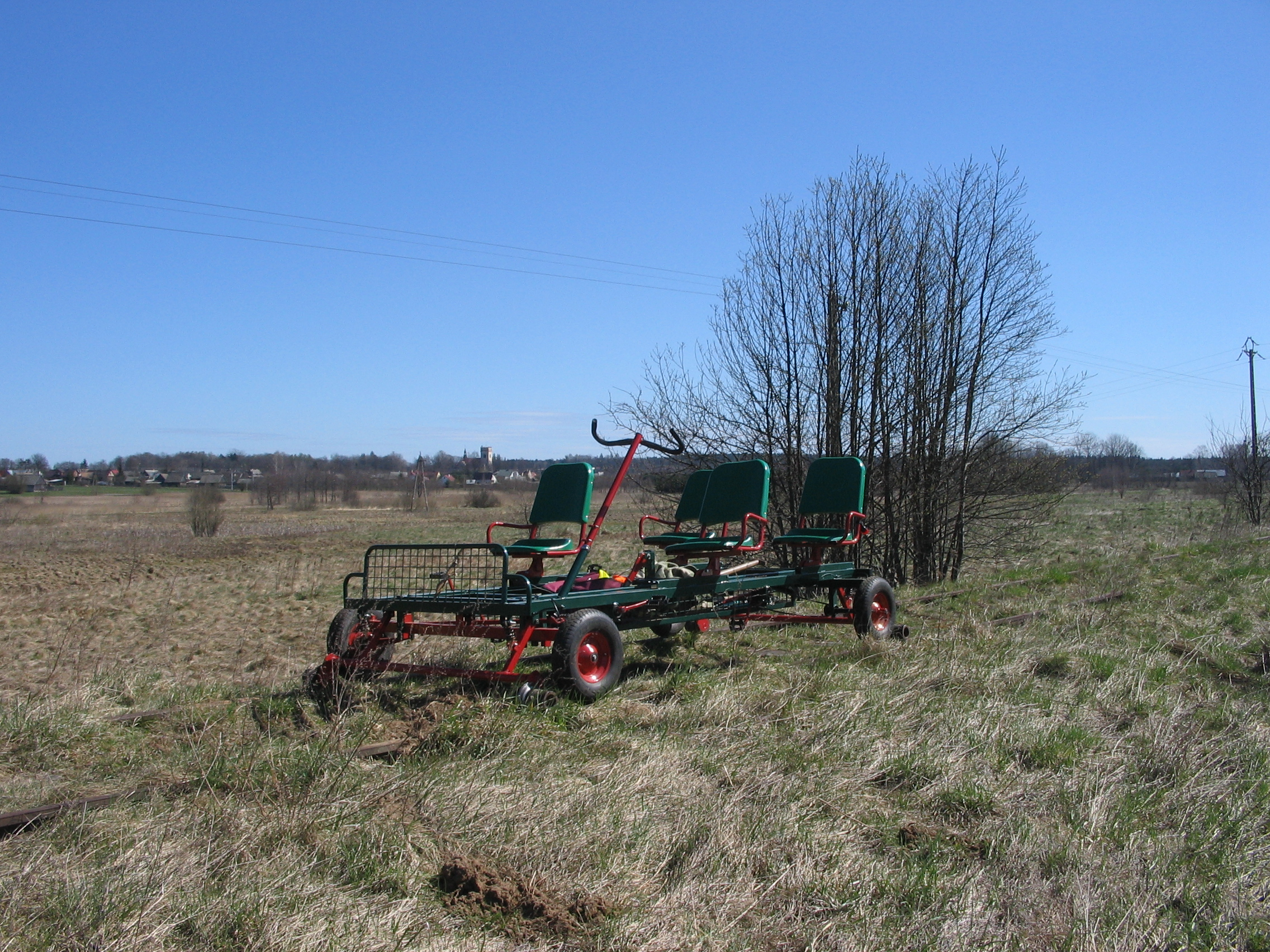
Drezyna rowerowa Puszczańskiej Kolei Drezynowej w Białowieży

- Kolej Drezynowa przy Klubie Turystyki Kolejowej TENDRZAK w Gdańsku[1]
  - Trasa: Pruszcz Gdański – Kolbudy – Niestępowo (dawniej Krokowa – Swarzewo), siedziba: Kolbudy (linia kolejowa nr 229), dawniejsza siedziba: Krokowa (linia kolejowa nr 263).
- Grodziska Kolej Drezynowa[2]
  - Trasa: Grodzisk Wlkp. – Kościan, siedziba: Grodzisk Wielkopolski(linia kolejowa nr 376)
- Sowiogórskie Bractwo Kolejowe
  - Trasa: Świdnica Kraszowice – Jedlina-Zdrój (linia kolejowa nr 285)
- Krzywińska Kolej Drezynowa
  - Trasa: Gostyń - Bieżyń - Kościan, siedziba: Bieżyń (linia kolejowa nr 366)
- Sekcja Drezynowa Piaseczyńskiej Kolei wąskotorowej
  - Trasa: Piaseczno – Tarczyn – Grójec, siedziba: Piaseczno
- Puszczańska Kolej Drezynowa
  - Trasa: Nieznany Bór - Białowieża Towarowa - Białowieża Pałac, siedziba: Białowieża Towarowa (linia kolejowa nr 52 i 451)
- Mogilnieńskie Stowarzyszenie Sympatyków Kolei
  - Trasa: Mogilno - Orchowo, siedziba: Mogilno (linia kolejowa nr 239)
- Słupska Powiatowa Kolej Drezynowa przy Stowarzyszeniu Użyteczności Publicznej Aktywne Pomorze
  - Trasa: Korzybie – Zielin Miastecki, docelowo do Bytowa, siedziba: Bronowo (linia kolejowa nr 212)
- Lokalna Kolej Drezynowa w Regulicach[3]
  - Trasa: Alwernia – Regulice – Nieporaz Puszcza Dulowska